# Zbaždi
Zbaždi (mazedonisch Збажди; albanisch definit Zbazdhi, indefinit Zbazhdë) ist ein Haufendorf im nördlichen Teil der Gemeinde Struga in der Region Südwesten der Republik Nordmazedonien.

## Geographie
Zbaždi befindet sich rund 26 Kilometer nördlich der Gemeindehauptstadt Struga. Im Norden liegt Ržanovo (Opština Struga), im Osten Radomirovo (Opština Debarca) und im Südosten Prisovjani (Opština Struga). Im Westen liegt auch der zum Globočicasee aufgestaute Schwarze Drin, der von Süden nach Norden fließt.
Das Dorf liegt an einem westlichen Hang des Karaorman-Gebirges auf einer Höhe zwischen 1000 m. i. J. und 1150 m. i. J.
Das Klima liegt wie in der ganzen Region im kontinental-mediterranen Übergangsgebiet.

## Bevölkerung

Karte mit Lage des Dorfes innerhalb der Gemeinde Struga

Der Ort hat 10 Einwohner in 2 Haushalten (Stand 2002). Fast alle Bewohner gehören der mazedonischen Mehrheit an und sprechen Mazedonisch. Sie bekennen sich fast ausschließlich zum orthodoxen Christentum. Die Volkszählung 2021 ergab wieder zehn Einwohner. Im Dorf steht eine Kirche, die der Mariä Aufnahme in den Himmel geweiht ist.
Die nachfolgende Tabelle zeigt die demographische Entwicklung seit dem Zweiten Weltkrieg.
| Jahr      | 1948 | 1953 | 1961 | 1971 | 1981 | 1991 | 1994 | 2002 | 2021 |
| --------- | ---- | ---- | ---- | ---- | ---- | ---- | ---- | ---- | ---- |
| Einwohner | 463  | 505  | 449  | 092  | 041  | 016  | 015  | 010  | 010  |

## Geschichte
Bis zu deren Fusion mit der Gemeinde Struga im Jahr 2004 gehörte Zbaždi zur Gemeinde Lukovo.

## Verkehr
Zbaždi liegt an der Gemeindestraße P2243, welche die Gemeindehauptstadt Struga mit dem nördlichen Teil der Gemeinde verbindet.